# Twilight Vamps
Twilight Vamps ist ein US-amerikanischer Erotikfilm des Regisseurs Fred Olen Ray unter dem Pseudonym Nicholas Medina, der 2010 als Fernsehproduktion für die Senderkette Cinemax gedreht wurde.

## Handlung
Der Stripclub „Shadows“ befindet sich in einem alten Schloss und wird von weiblichen Vampiren betrieben, die ihre Gäste verführen und dann aussaugen. Roger und Jack sind Arbeitskollegen und nachdem Roger erfahren hat, dass er befördert wird, statten beide dem Stripclub einen Besuch ab. Dort begegnen sie den beiden Stripperinnen Tabitha und Angela. Während sich Roger mit Angela in den Hinterraum zurückzieht, beschließt Jack nach Hause zu fahren, da er sich in einer festen Beziehung befindet und seine Freundin Louise nicht betrügen möchte. Selbige jedoch zieht ihre Freundinnen Kyra und Tammy Jack vor.
Nachdem Roger am nächsten Tag nicht mehr zur Arbeit erscheint und tot aufgefunden wird, gerät Jack in Verdacht. Er versucht dann herauszufinden, was Roger wirklich widerfahren ist. Seine Freundin Louise verlässt ihn wegen ihrer Vorliebe für Frauen. Schließlich findet er das Geheimnis hinter dem Stripclub heraus und versucht, die Vampire zu bekämpfen.

## Hintergrund
Produziert wurde der Film von der Produktionsgesellschaft Retromedia Entertainment. Er wurde ab Frühjahr 2010 mehrfach zu festen Uhrzeiten und „on demand“ unter dem Titel „Lust at First Bite“ bei der Senderkette Cinemax ausgestrahlt.
Am 19. Januar 2010 wurde die DVD gemeinsam mit Bikini Frankenstein veröffentlicht.
Gedreht wurde der Film zeitgleich mit „Bikini Frankenstein“, was sich auch in einer Vielzahl personeller Überschneidungen bemerkbar macht.

## Motive
Laut dem Intro des Filmes basiert die Handlung auf einem Gedicht von Edgar Allan Poe. Es wird jedoch nicht konkret erwähnt, welches dieses sein sollte. Außerdem zitiert der Detective Ted einen Satz aus dem Film Plan 9 aus dem Weltall von Ed Wood. Die im Film erwähnte Adresse der Stripperin Tabitha (1313 Mockingbird Lane) ist die Adresse der Familie Munster aus der Comedyserie The Munsters.

## Rezeption
Dr. Gore kritisiert den Film stark für seine geringe Variation im Vergleich zu vorherigen Filmen des Regisseurs. Insbesondere die häufig gleiche Besetzung biete nicht genug Abwechslung. Mitch Lovell von The Video Vacuum hingegen sieht darin keinen Nachteil und betont insbesondere die humorvollen Anteile von Twilight Vamps und die Anspielungen auf andere Filme. Tars Tarkas vergibt 9 von 10 Punkten für den Film, bei HK and Cult Film News werden in einem Review Brandin Rackley sowie die Regie besonders gelobt.